# Кувакуш
 Кувакуш  — деревня в Афанасьевском районе Кировской области в составе Ичетовкинского сельского поселения.

## География
Расположена на расстоянии примерно 21 км на восток по прямой от райцентра поселка Афанасьево.

## История
Основана в 1696 году. В 1727 года в деревне было 2 двора. В 1905 году здесь (починок Калмытский) дворов 17 и жителей 110, в 1926 (деревня Калмытская или Калмыки, Кувакуш-Мурята) 19 и 99, в 1950 (Калмытское) 36 и 105. Настоящее название утвердилось с 1998 года.
Постановление Думы Кировской области от 25 февраля 1997 г. N 30/20 деревня Мурятская переименована в деревню Кувакуш.

## Население
| 2010 |
| ---- |
| 179  |

Постоянное население составляло 248 человек (русские 100 %) в 2002 году, 179 в 2010.